# ALFLEX

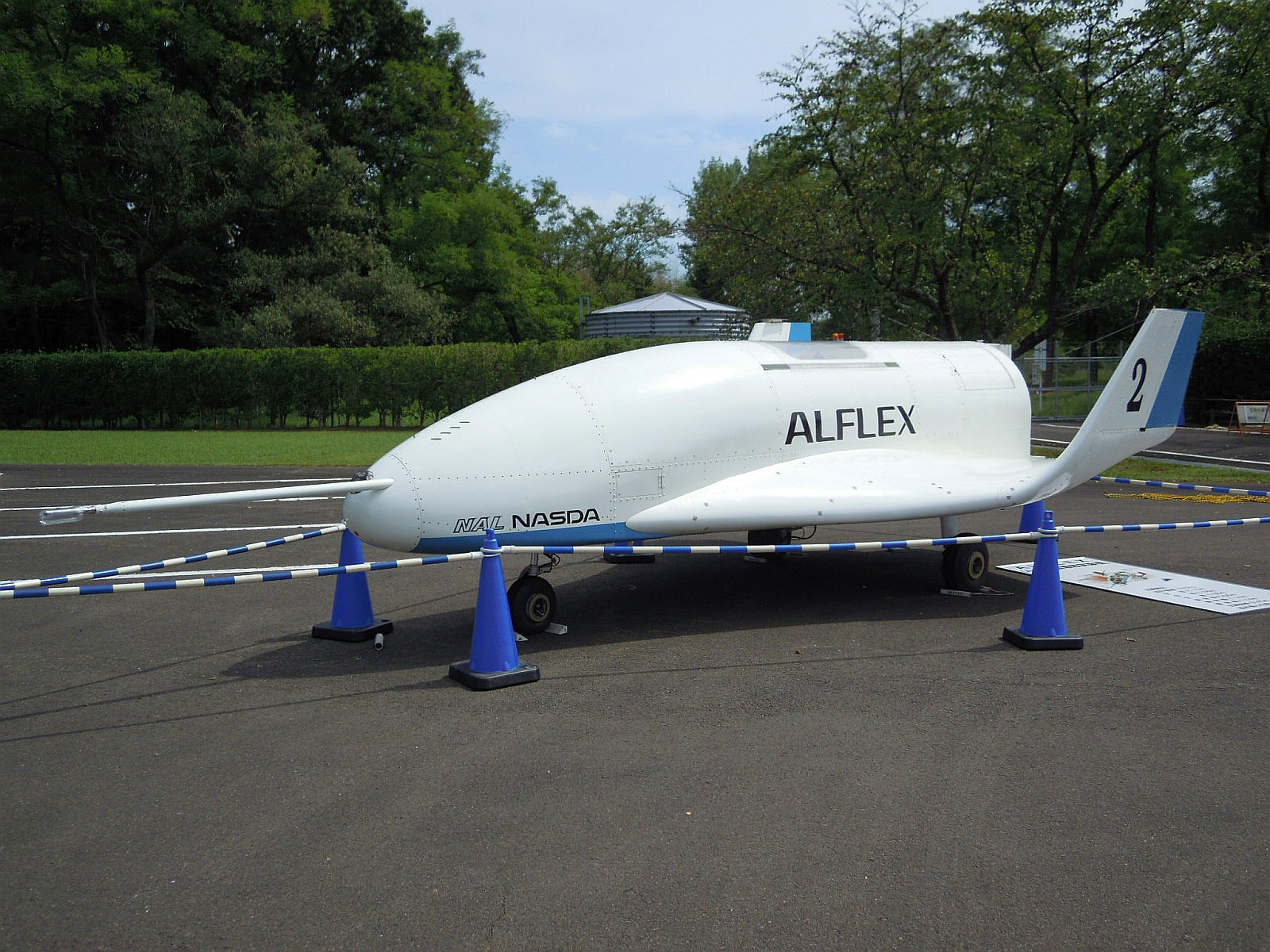
ALFLEX2号機

ALFLEX（Automatic Landing Flight Experiment、小型自動着陸実験）は、自動飛行に関する基礎技術の確立を図ることを目的として行った飛行実験。宇宙開発事業団 (NASDA) と航空宇宙技術研究所（NAL）が行っていたHOPE開発の一環として行われた。

## 概要
実験機は搭載機器の質量や動的相似性などが考慮され、1992年当時に検討されていたHOPEの外形を37％に縮小された形状をしている。

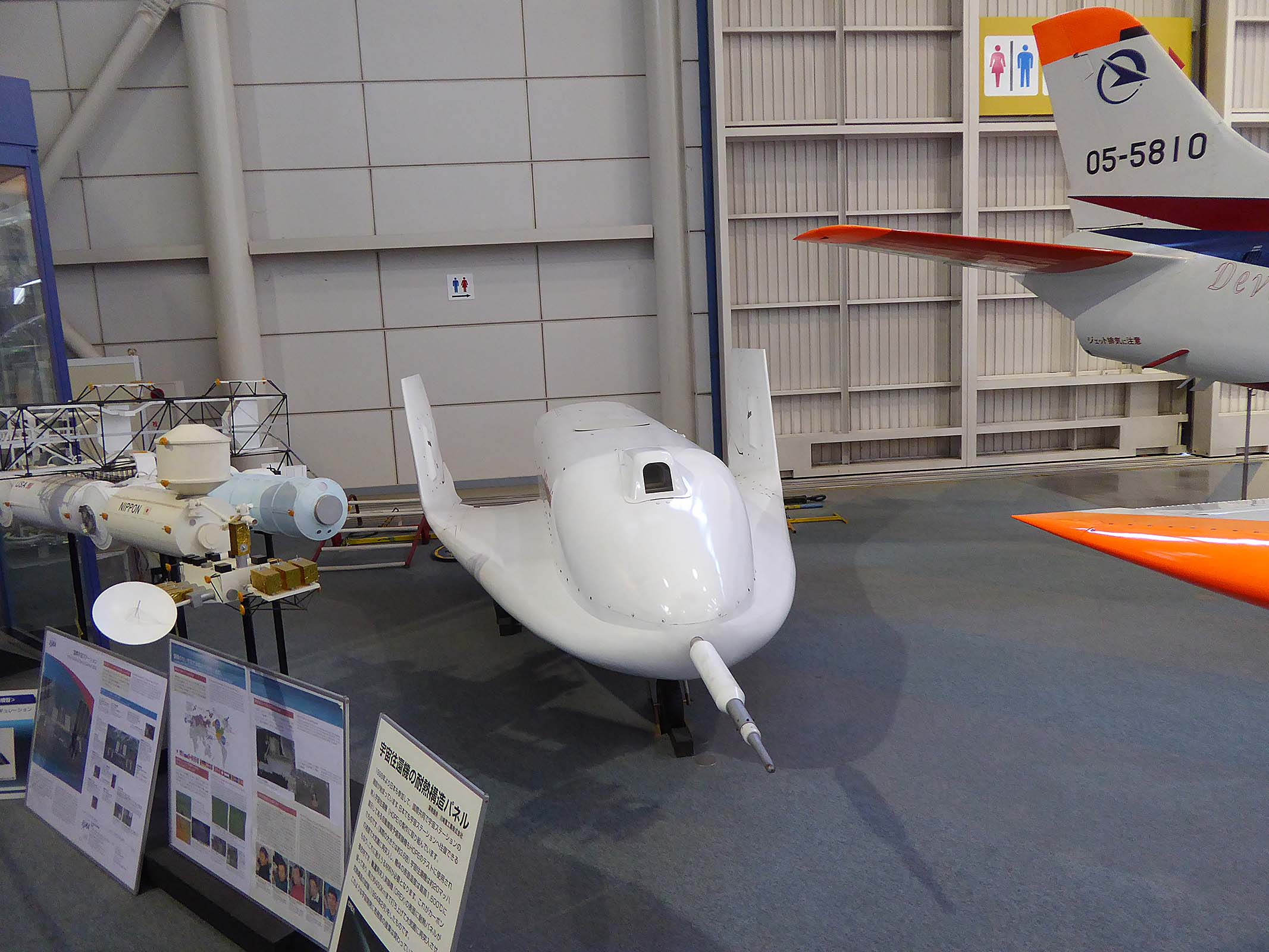
自動着陸予備実験機

実験はオーストラリアのウーメラ飛行場で行われた。実験機はまずヘリコプターにより高度1500mから時速約170kmの速度で分離される。滑走路まで飛行するため約50°角度で加速しながら降下し、その後約30°の一定の傾斜で滑走路に向って飛行、自動着陸する。着陸時の減速・停止は車輪についたブレーキによって行われるが、胴体の後方部から開くパラシュートを補助的に使用するケースの実験も行われた。
自動着陸実験は1996年7月、8月に合計13回行われ、すべて成功した。この実験により自動着陸システム技術、自動着陸に関する誘導制御則等の確立および評価に関するデータを収得することが出来た。
なお、ALFLEXは日本で初の自動着陸実験だった。ALFLEX実機は現在調布航空宇宙センターの展示室で展示されている。

## 実験機主要諸元
- 全長: 6.10m（ピトー管含まず）[5]
- 全幅: 3.78m
- 全高: 1.35m（脚含まず）
- 全備重量: 760kg